# 荒井勝喜
荒井 勝喜（あらい まさよし、1967年7月17日 - ）は、日本の通産・経産官僚。元内閣総理大臣秘書官。早稲田大学卒業。経済産業省を経て、2021年10月の岸田内閣発足と同時に首相秘書官へ就任。広報を担当し、演説の執筆やメディア対応など、首相のスポークスマン的役割を担っていた。2023年2月、LGBTQなど性的少数者について、「見るのも嫌だ」「隣に住んでいるのも嫌だ」など複数の差別発言をしたことで岸田文雄首相より更迭された。
2023年7月、通商政策局担当の大臣官房審議官に就任した。国際関係担当の官房政策統括調整官も兼ねる。2024年7月、通商政策局長に就任。

## 経歴・人物
神奈川県出身。父は警察官、母は市役所職員。横浜市立南高等学校卒業。大手自動車メーカーの工場勤務が内定していたが進路を変更し、1浪して早稲田大学政治経済学部に入学した。大学では合コンサークルを主宰し、ディスコイベントの広告取りなどで生活費を稼いだ。国家公務員I種採用試験に合格し、1991年に早稲田大学を卒業して通商産業省（現：経済産業省）に入省。
1994年、ペンシルベニア大学ウォートン・ビジネススクール留学。帰国後の1996年に大臣官房広報課企画班長となり、1999年に就任した資源エネルギー庁石油部開発課課長補佐などを経て、2008年には内閣官房消費者行政一元化準備室企画官を務める。
2009年から3年間、日本貿易振興機構（JETRO）の産業調査員としてニューヨークに赴任。2012年商務情報政策局情報通信機器課長、同情報政策課長を経て、2016年大臣官房総務課長。主に情報通信や産業政策を担当し、2015年の東芝の経営再建や、2016年の台湾企業鴻海精密工業によるシャープ買収に深く関わった。
2020年に総括審議官、2021年に電機業界やデジタル政策を担当する商務情報政策局長に就任。台湾の半導体メーカー、TSMCが日本進出を決める過程では、経産省がソニーやデンソーとともに、誘致に動いた。
2021年10月、第1次岸田内閣発足と共に内閣総理大臣秘書官に起用された。岸田文雄とは2008年に消費者庁の設置に向けた担当大臣を務めた際、準備室の企画官を務めて以来の縁であり、内閣発足時より広報を担当し、演説の執筆やメディア対応など、岸田首相のスポークスマン的役割を担った。海外を含めた岸田の出張に同行し、スピーチライターとして記者会見や演説などの原稿を執筆した。「普通の感覚」を大事にし、知人やネット上の意見も幅広く情報収集しているという。
2022年、『選択』12月号によると、荒井は旧統一教会の被害者救済新法の提出に抵抗していた。11月8日に岸田首相が旧統一教会の被害者救済新法について政府提出法案で今国会に提出する方針を公言した後に、荒井はオフレコで「まだ出すと決まったわけではない」「法制局の了解を得るのは難しい」等と述べた。
2023年2月3日、性的少数者や同性婚について「見るのも嫌だ」「隣に住んでいるのも嫌だ」など複数の差別発言をした。2月4日、岸田首相は荒井を更迭したが、この発言は、岸田が衆院予算委員会で「同性婚を認めれば、家族観や価値観、社会が変わってしまう課題」と答弁したことの補足説明だった。荒井は出身元の経産省に戻り、大臣官房付となった。
2023年7月4日、通商政策局担当の大臣官房審議官に起用された。国際関係担当の官房政策統括調整官も兼ね、新興・途上国との調整なども担う。
2024年7月1日、経済産業省通商政策局長に就任。

## 批判

### 性的少数者への差別発言
2023年2月3日夜、荒井は、岸田首相が同月1日に国会で選択的夫婦別姓や同性婚制度に関し「（制度を改正すると）社会が変わってしまう」と述べた内容について、オフレコ前提で首相官邸で記者陣に質問された。質問に荒井は、「僕だって見るのも嫌だ。隣に住んでいるのもちょっと嫌だ」「社会に与える影響が大きい。マイナスだ。秘書官室もみんな反対する」「同性婚を認めたら国を捨てる人が出てくる」などの差別的な発言をした。毎日新聞は、この発言は「同性婚制度の賛否にとどまらず、性的少数者を傷つける差別的な内容であり、岸田政権の中枢で政策立案に関わる首相秘書官がこうした人権意識を持っていることは重大な問題」と判断。荒井に通告したうえでオフレコを解除して、同日22時台、発言内容を記載した記事を配信した。その後、各メディアで報じられ、批判が相次いだ。
同日深夜、荒井は自身の発言に関し「誤解を与えるような表現で大変申し訳ない」「差別的なことを思っていると捉えられたとしたら撤回する」「首相に申し訳ない」と謝罪した。翌4日に岸田首相の地方視察に同行する予定であったが、急遽同行を取りやめた。
翌4日朝、岸田首相は訪問先の福井県坂井市で記者団に問われ「今の内閣の考え方には全くそぐわない言語道断の発言だ。『性的指向』や『性自認』を理由とする不当な差別や偏見はあってはならない」「大変深刻に受け止めており、秘書官の職務を解く判断をした。本人からも辞意があった」と述べ、荒井は同日をもって首相秘書官を解任された（後任は経済産業省秘書課長の伊藤禎則）。

#### 発言への反応
- 同月4日、一連の発言を受けて、全国組織のLGBT法連合会が、「時代錯誤の認識」と批判する声明を出した[32][33]。声明は、「秘書官室もみんな反対する」と述べた事を特に問題視し、「極めて深刻な状況であり、G7（広島サミット）議長国として国際的に日本の立場が問われる発言だ」との認識を示した[32][33]。また、「LGBT差別禁止法」を今国会で制定するよう求めた[32][33]。
- AP通信、ロイター、AFP通信、ウォール・ストリート・ジャーナル、BBCなど海外メディアも一斉にこのニュースを報じた[34]。このうち、BBCは「日本は主要7カ国（G7）で唯一同性婚を認めていない」「いまだに伝統的な男女の役割分担、伝統的家族観に大きく縛られている」と指摘し、同性カップルが全国各地で婚姻の法的承認を求めて提訴している現状も紹介した[34]。性的少数者への弾圧で知られるロシアのタス通信も、「（日本は）G7で同性婚を認めないただ一つの国。保守的な与党・自民党のメンバーには同性婚に反対する者が多い」と伝えた[34]。
- 2月5日、JNN世論調査で、内閣不支持率が62.2%で政権発足後過去最高となった[35]。
- 同日夜、性的少数者に関する情報を発信する団体「fair」の松岡宗嗣代表は、岸田政権に「性的少数者に対する差別を禁止する法律や同性婚の法整備を求める」署名活動を始めた[36]。　署名サイトでは、「更迭によって、この問題を『幕引き』にしてしまえば、同じような差別が今後も繰り返される」と指摘した[36]。
- 2月6日、日本外国特派員協会で行われた映画『エゴイスト』の記者会見で、LGBTQ当事者を演じた俳優の宮沢氷魚は、荒井発言について問われて次のように答えた[37]。｢これまで政治的な発言は控えてきたけれど、今回の発言は悲しい｣｢日本は遅れている部分もあるが、たくさんの声が挙がったことは未来に希望がもてる｣[38][39]。後日、会見について聞かれた宮沢は「人としてあの発言は認められなかった。平然と人を傷つけることを、国を代表する人が言っていることに恥ずかしさを感じた」「あの発言が無かったことになるのが怖かった」と述べている[40]。
- 同日、同性婚の法制化を求める「Marriage For All Japan（MFAJ）」は、荒井発言に抗議して、首相官邸で岸田首相あての要請書を森雅子首相補佐官に手渡した[19][41]。MFAJは、荒井発言を受けて同性婚訴訟の原告たちの声を集めたパンフレットを作成したが、その中で原告の1人は「『見るのも嫌だ。隣に住んでいるのも嫌だ』と言われても、私たちは今までもこれからもあなたの身近に暮らしています。共に生きているのです」と述べている[19][42]。
- 同日、松野博一官房長官は、衆院予算委員会で荒井発言を謝罪し、「岸田政権は多様性のある包摂的社会を一貫して目指しており、国民に誤解を生じさせたことは遺憾であり、おわび申し上げる」「共生社会の実現に向け、引き続き国民の声を受け止める」と述べた[43]。
- 2月12日、ニュージーランド（NZ）の元国会議員モーリス・ウィリアムソンは、荒井発言について問われ、「ただただ、極めて不快だ」「口にするのはすごく恥ずかしいと思うべきだ」と強く非難した[44]。ウィリアムソンは、10年前にNZの議会で行った「同性婚が法制化されても、関係ない人には、今までどおりの人生が続くだけ」という演説で知られている[45][46]。
- 2月17日、岸田首相は性的少数者の支援団体の代表らと面会し、荒井発言を「極めて不適切で、不快な思いをさせた」と謝り、「多様性が尊重され、人権、尊厳を大切にする社会を目指すべく努力しなければならない」と語った[47][48]。
- 同日、荒井発言を受けて、政府はLGBT理解増進担当の首相補佐官を新設し、森雅子首相補佐官（女性活躍担当と兼務）が就任した[47][49]。
- 2月26日、荒井発言を受けて、性的少数者の親が記者会見を開き、明確に「差別の禁止」を規定した法律の制定を求めた[50]。呼びかけ人の1人は「『見るのも嫌だ』という発言は、誰かの命を奪うトリガー（引き金）になりかねない。差別をする大人がいるなら、差別を止めようとする大人もいることをちゃんと表明すべきではないかと思った」と話している[50]。
- 3月、アメリカ連邦議会で性的少数者の権利の問題に取り組むマーク・タカノ下院議員は、荒井発言について問われ、「言語道断であり、恥ずべき発言」「この発言は一般の人ではなく、政府高官によるもの」「彼は発言を撤回したが、解雇されてはいない。経済産業省に戻っており、将来の政権で働くこともできるでしょう」と述べた[51][52]。
- 4月21日、荒井発言を受けて、当事者有志が2月から集めていた「性的少数者の差別を禁じる法律」などを求める署名約5万6千筆を森雅子首相補佐官に提出した[53]。
- 6月16日、「LGBT理解増進法」が成立したが、超党派合意案の「差別は許されない」という文言は「不当な差別はあってはならない」に、「性自認」は「ジェンダーアイデンティティ」に変更され、「全ての国民が安心して生活することができることとなるよう、留意する」という条文が加えられた[54]。当事者は「理解を広める法律ではなく、差別を助長しかねない」と懸念を訴えている[55][56][57]。2月6日、岸田首相は、荒井発言による世論の反発を受けて、「LGBT理解増進法案」の国会提出に向けた準備を茂木敏充幹事長に指示したが[58]、翌7日の自民総務会やその後の国会では、「性的マイノリティの人権」と「偽装する男性犯罪者」は別の問題であるにもかかわらず、「男性がトランスジェンダーのフリをして女性用トイレや公衆浴場に入ってくる」などの指摘が続出していた[58][59][55][60]。

## 略歴
- 国家公務員Ⅰ種試験（行政）合格
- 1991年4月  通商産業省採用
- 1996年 通商産業省大臣官房広報課企画班長
- 1997年 通商産業省通商政策局経済協力部技術協力課総括班長
- 1999年 資源エネルギー庁石油部開発課長補佐
- 2001年 公正取引委員会事務総局経済取引局調整課長補佐
- 2003年 経済産業省経済産業政策局産業人材政策室長補佐
- 2003年 経済産業省通商政策局経済連携交渉推進室長補佐
- 2005年 経済産業省経済産業政策局産業組織課長補佐
- 2006年 経済産業省製造産業局参事官補佐
- 2007年 経済産業省大臣官房会計課長補佐
- 2008年 内閣官房消費者行政一元化準備室企画官
- 2008年 経済産業省経済産業政策局政策企画官
- 2009年 独立行政法人日本貿易振興機構ニューヨーク・センタｰ産業調査員
- 2012年 経済産業省商務情報政策局情報通信機器課長
- 2014年 経済産業省大臣官房参事官兼政策審議室長
- 2015年 経済産業省商務情報政策局情報政策課長
- 2016年6月 経済産業省大臣官房総務課長
- 2019年7月 経済産業省大臣官房政策立案総括審議官
- 2020年7月 経済産業省大臣官房総括審議官、（併）経済産業省大臣官房公文書監理官
- 2021年7月 経済産業省商務情報政策局長
- 2021年10月 内閣総理大臣秘書官
- 2023年2月 内閣総理大臣秘書官　解任
- 2023年2月 経済産業省大臣官房付
- 2023年7月 経済産業省大臣官房審議官（通商政策局担当）[61]
- 2024年7月 経済産業省通商政策局長

## 家族
- 父親 - 神奈川県警警察官[11][62]